# Yigoga lutescens
Yigoga lutescens är en fjärilsart som beskrevs av Eduard Friedrich Eversmann 1844. Yigoga lutescens ingår i släktet Yigoga och familjen nattflyn. Inga underarter finns listade i Catalogue of Life.